# James O'Connor
James O'Connor (1930 -- 13 de novembro de 2017) foi um sociólogo e economista estadunidense.
Ele foi co-fundador e editor-chefe (1988–2003) de Capitalism, Nature, Socialism: A Journal of Socialist Ecology, uma revista socialista de ecologia, e diretor do Centro para a Ecologia Política em Santa Cruz, Califórnia. Foi professor da Universidade da Califórnia, em Santa Cruz.

## Obras
- Origins of Socialism in Cuba (Cornell University Press, 1970). ISBN 978-0801405426
- The Corporation and the State: Essays in the Theory of Capitalism and Imperialism (1973). (HarperCollins, 1974). ISBN 978-0060903626
- The Fiscal Crisis of the State (1973). (Transaction Publishers, October 17, 2001). ISBN 978-0765808608
- Accumulation Crisis (1984) (Blackwell, 1986). ISBN 978-0631149477
- The Meaning of Crisis (New York: Basil Blackwell, 1987). ISBN 0-631-13821-8
- Natural Causes: Essays in Ecological Marxism (Guilford Press, 1998). ISBN 978-1-57230-273-0